# Verel-Pragondran
Verel-Pragondran ist eine französische Gemeinde mit 586 Einwohnern (Stand 1. Januar 2022) im Département Savoie in der Region Auvergne-Rhône-Alpes. Sie gehört zum Arrondissement Chambéry und ist Mitglied des Gemeindeverbands Communauté d’agglomération du Grand Chambéry. Die Bewohner werden Devrai-Gondragniers und Devrai-Gondragnières genannt.

## Geographie
Verel-Pragondran liegt auf 580 m, etwa fünf Kilometer nordnordöstlich der Stadt Chambéry (Luftlinie). Das Bergdorf erstreckt sich im Westen des Département Savoie, am südwestlichen Rand des Massivs der Bauges und am Fuß des Nivolet, an aussichtsreicher Lage rund 300 m über der Talebene von Chambéry.

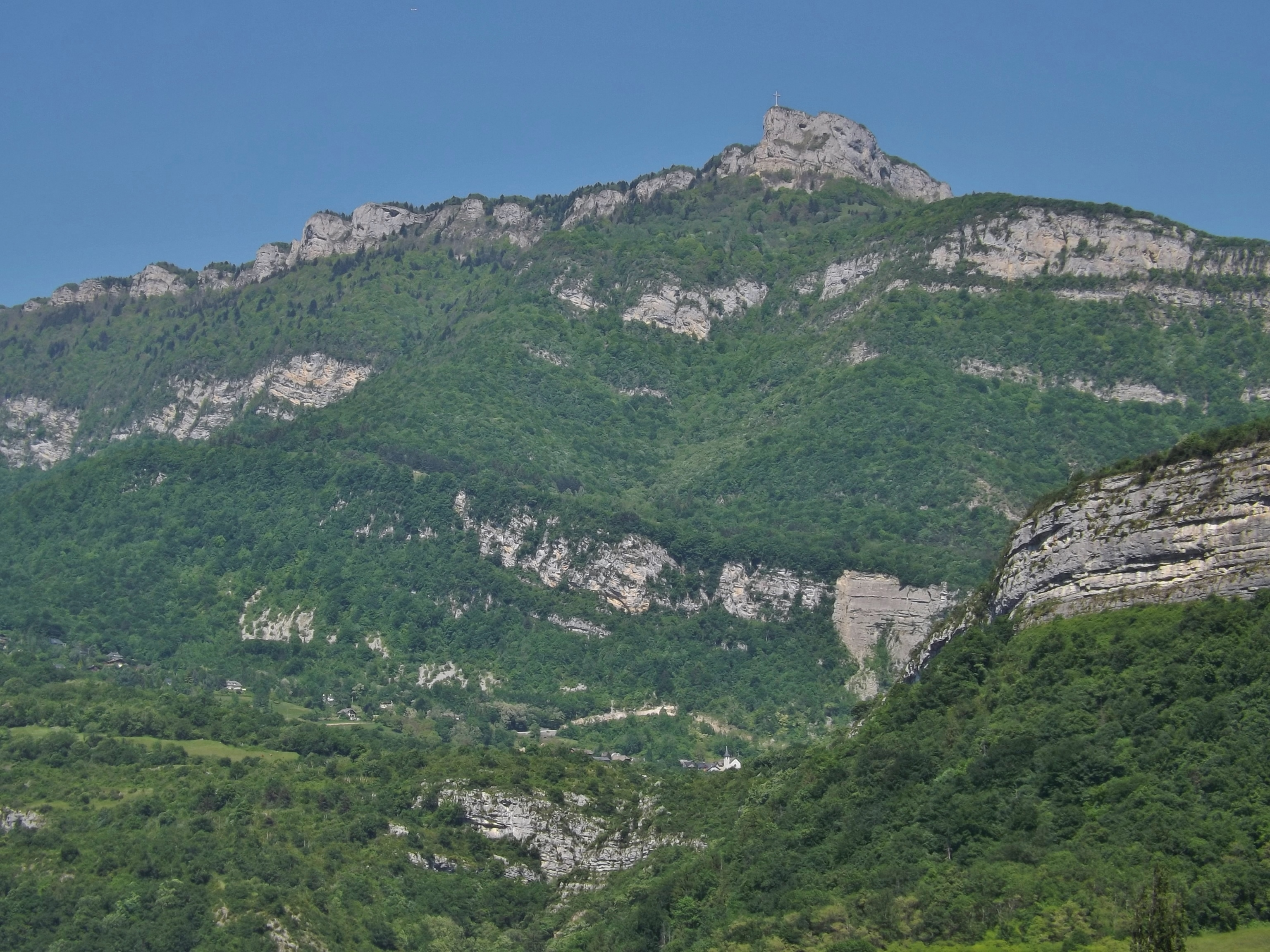
Nivolet

Die Fläche des 6,53 km² großen Gemeindegebiets umfasst einen Abschnitt des Massivs der Bauges. Der Hauptteil des Gebietes wird von einem gegen Süden geneigten Vorsprung am Westhang des Nivolet und des Mont Revard eingenommen. Die westliche Grenze verläuft oberhalb des Steilabfalls zur Senke von Chambéry. Entwässert wird das Gebiet durch den Dorfbach von Verel nach Süden zur Leysse (Zufluss des Lac du Bourget). Nach Osten erstreckt sich das Gemeindeareal über den von charakteristischen Felsbändern durchzogenen Hang bis unterhalb des Gipfels des Nivolet. Mit rund 1500 m wird im äußersten Norden auf der Höhe des Mont Revard die höchste Erhebung von Verel-Pragondran erreicht. Die Gemeinde liegt innerhalb des Regionalen Naturparks Massif des Bauges (frz.: Parc naturel régional du Massif des Bauges).
Die Gemeinde besteht aus den Ortsteilen Verel (580 m) und Pragondran (820 m), beide auf dem Geländevorsprung am Fuß des Nivolet gelegen. Nachbargemeinden von Verel-Pragondran sind Drumettaz-Clarafond im Norden, Les Déserts und Saint-Jean-d’Arvey im Osten, Saint-Alban-Leysse im Süden sowie Sonnaz und Méry im Westen.

## Geschichte
Als erste urkundliche Erwähnungen finden sich ecclesia de Verrello für Verel aus der Zeit um das Jahr 1100 und Pratum Gondrani für Pragondran aus dem Jahr 1234. Im Mittelalter gehörten Verel und Pragondran zur Herrschaft La Croix. Im Jahr 1804 wurde die Gemeinde von Verel offiziell in Verel-Pragondran umbenannt.

## Sehenswürdigkeiten
Die Dorfkirche von Verel wurde im 19. Jahrhundert erbaut.

## Bevölkerungsentwicklung
| Jahr                       | 1962 | 1968 | 1975 | 1982 | 1990 | 1999 | 2006 | 2020 |
| Einwohner                  | 106  | 100  | 175  | 273  | 347  | 408  | 419  | 480  |
| Quellen: Cassini und INSEE |      |      |      |      |      |      |      |      |

Mit 586 Einwohnern (Stand 1. Januar 2022) gehört Verel-Pragondran zu den kleinen Gemeinden des Département Savoie. Nachdem die Einwohnerzahl in der ersten Hälfte des 20. Jahrhunderts rückläufig war, wurde seit Beginn der 1970er Jahre dank der attraktiven Wohnlage wieder eine markante Bevölkerungszunahme verzeichnet. Seither hat sich die Einwohnerzahl vervielfacht.

## Wirtschaft und Infrastruktur
Verel-Pragondran war bis weit ins 20. Jahrhundert hinein ein vorwiegend durch die Landwirtschaft, hauptsächlich Milchwirtschaft und Viehzucht, geprägtes Dorf. Daneben gibt es heute einige Betriebe des lokalen Kleingewerbes. Mittlerweile hat sich das Dorf zur Wohngemeinde entwickelt. Viele Erwerbstätige sind Wegpendler, die in den größeren Ortschaften der Umgebung, insbesondere im Raum Chambéry ihrer Arbeit nachgehen.
Die Ortschaft liegt abseits der größeren Durchgangsstraßen. Zufahrtsmöglichkeiten bestehen von Saint-Alban-Leysse, Bassens und Chambéry. Der nächste Anschluss an die Autobahn A43 befindet sich in einer Entfernung von rund sechs Kilometern.